# Keren
Keren je druhé největší město v Eritreji a zároveň hlavní město regionu Anseba. Město, dříve zvané Cheren nebo Sanhit, leží asi 91 kilometrů od Asmary. Rozprostírá se v široké kotlině, obklopené granitovými horami.

## Historie
Město vyrostlo kolem eritrejské železnice vedoucí do Asmary, která byla později demontována kvůli válce. Keren je důležité obchodní centrum, které bylo během 2. světové války a Eritrejské války za nezávislost dějištěm pravidelných bitev.

## Zajímavosti
Mezi atrakce města patří egyptská pevnost z 19. století, kaple zabudovaná v baobabu, bývalá železniční stanice, stará mešita, mauzoleum, britské a italské vojenské hřbitovy a místní tržiště. Blízký klášter Debre Sina je známý pro své jeskynní příbytky.

## Galerie

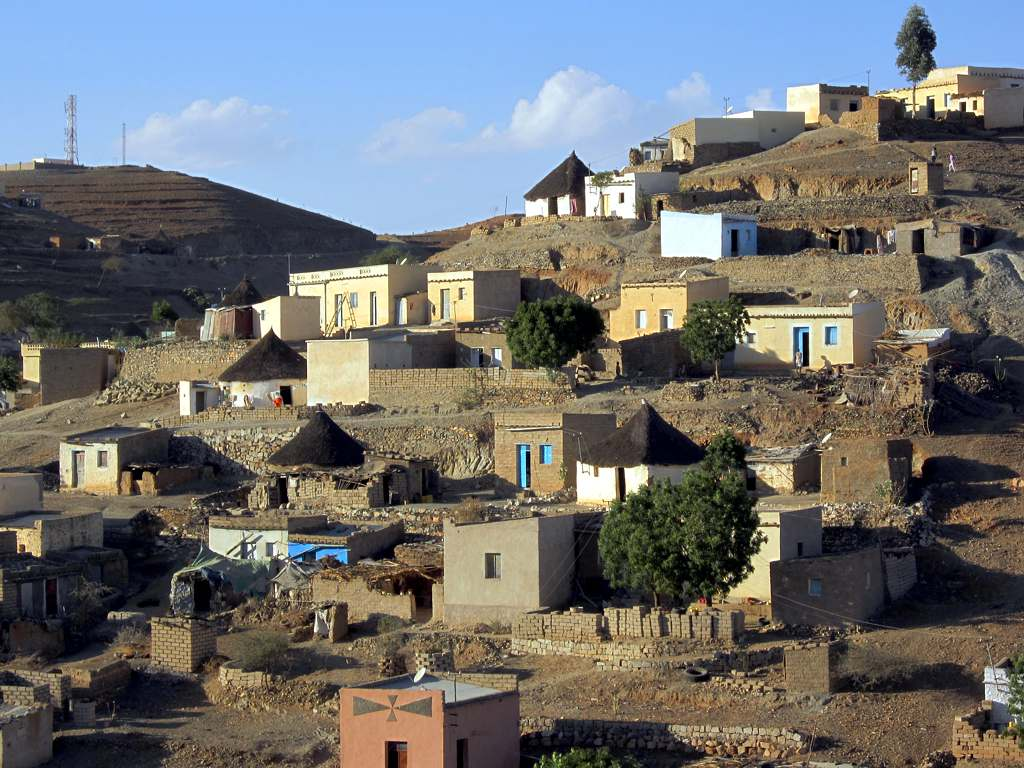
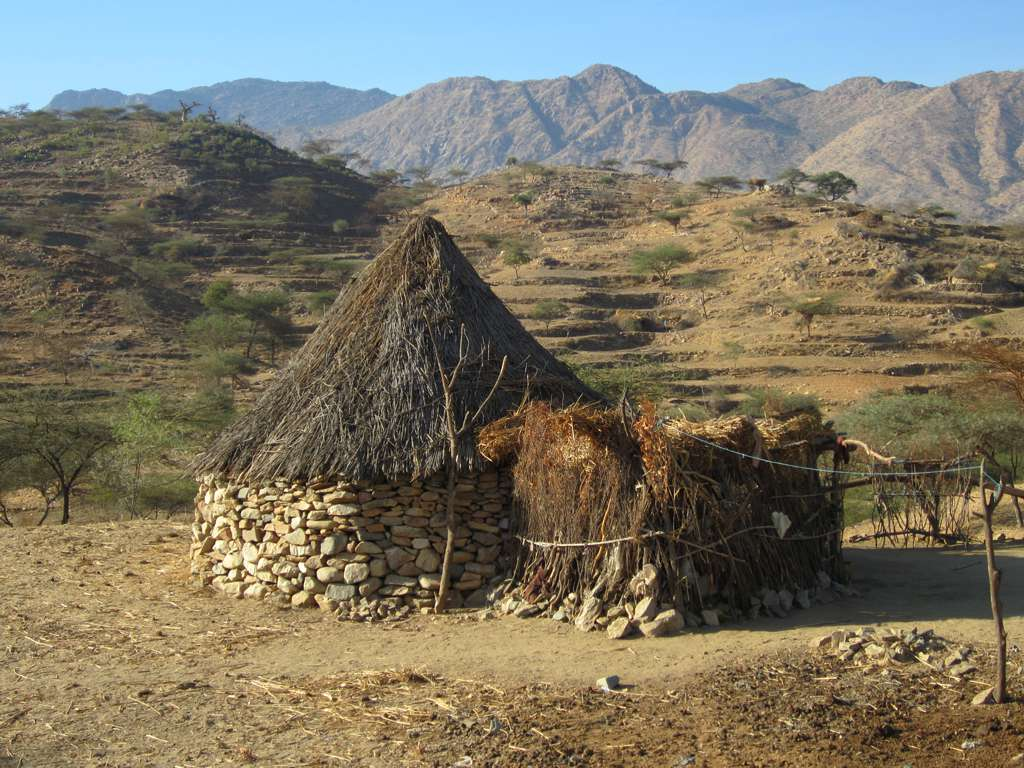
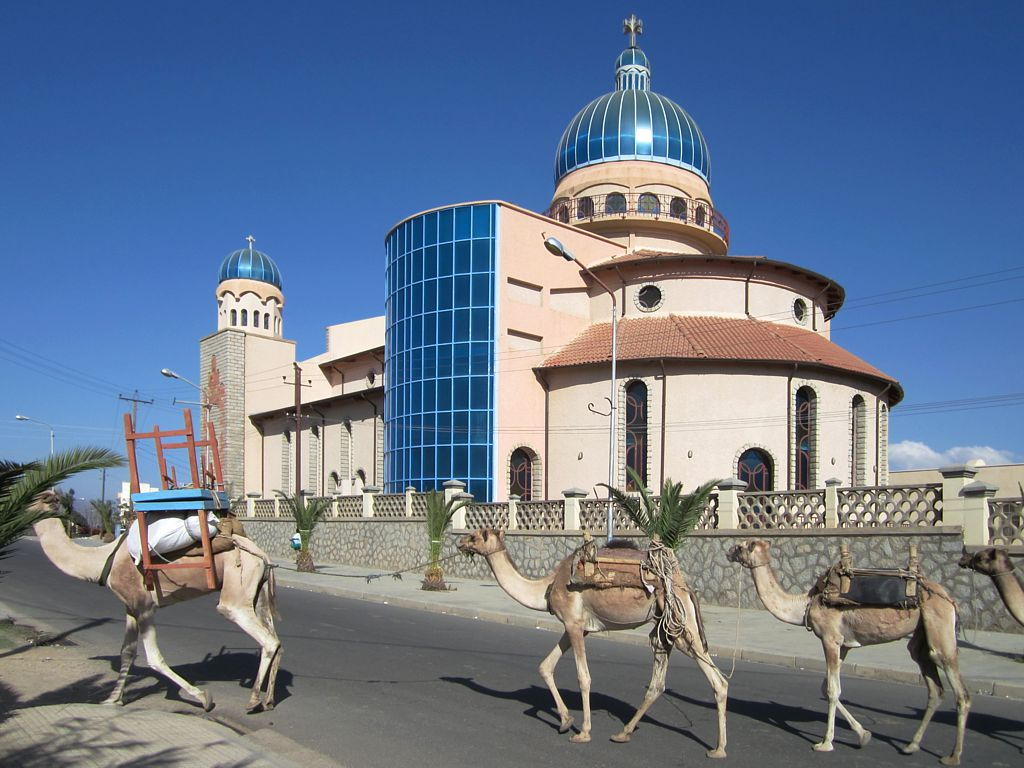
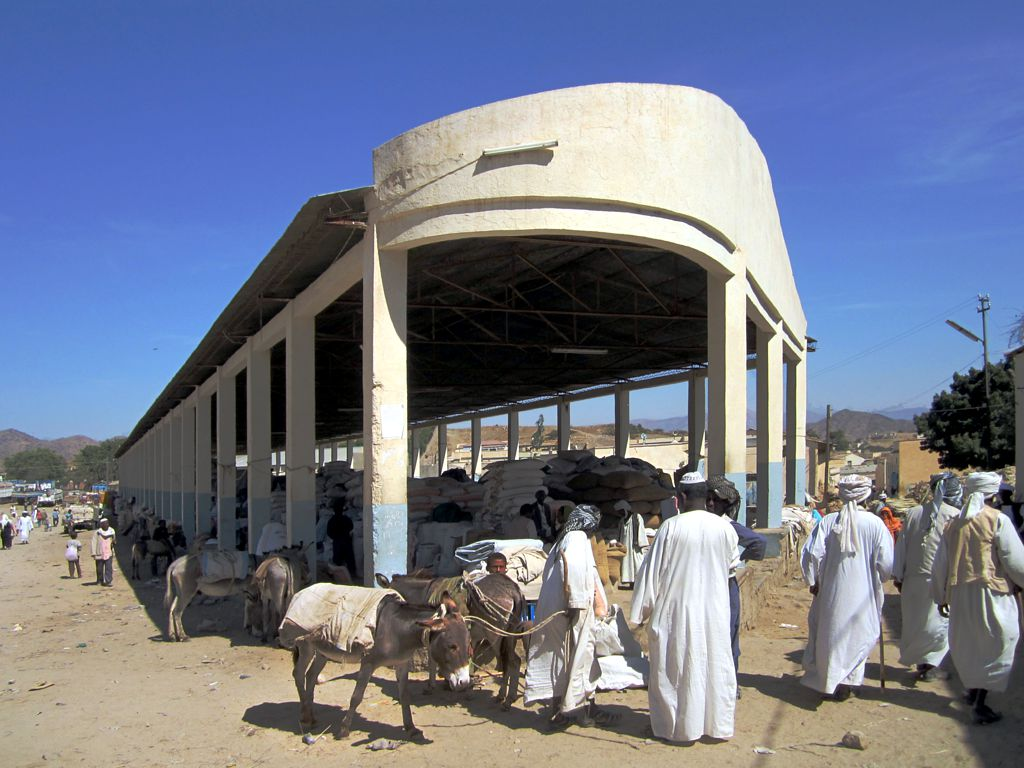
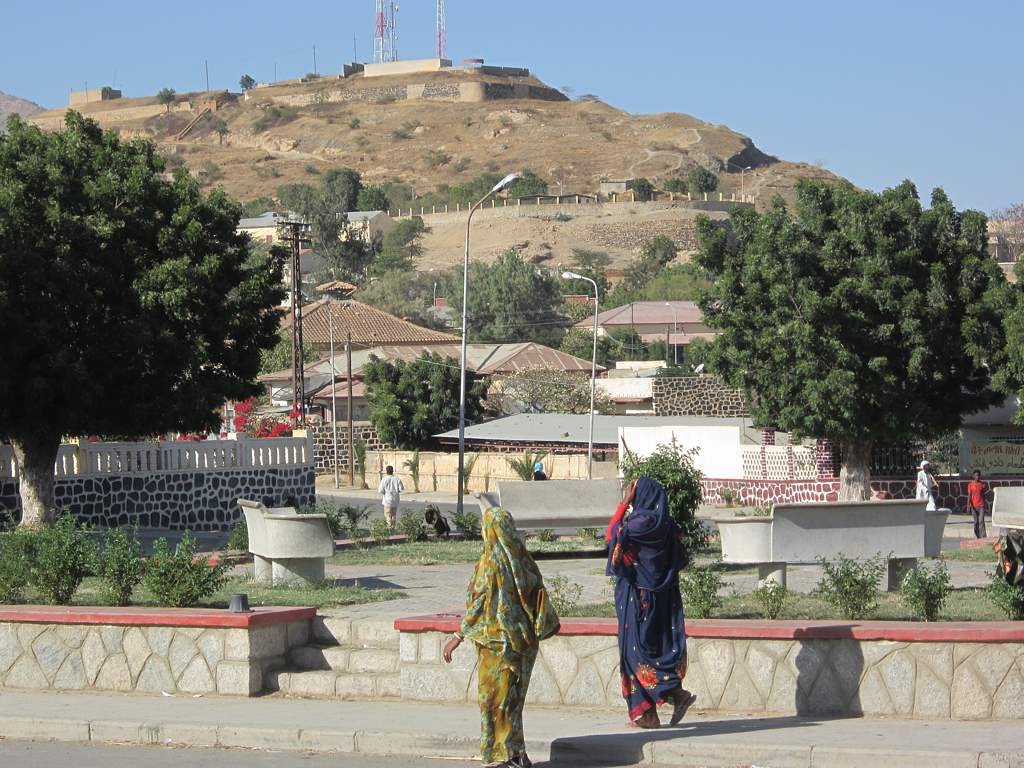
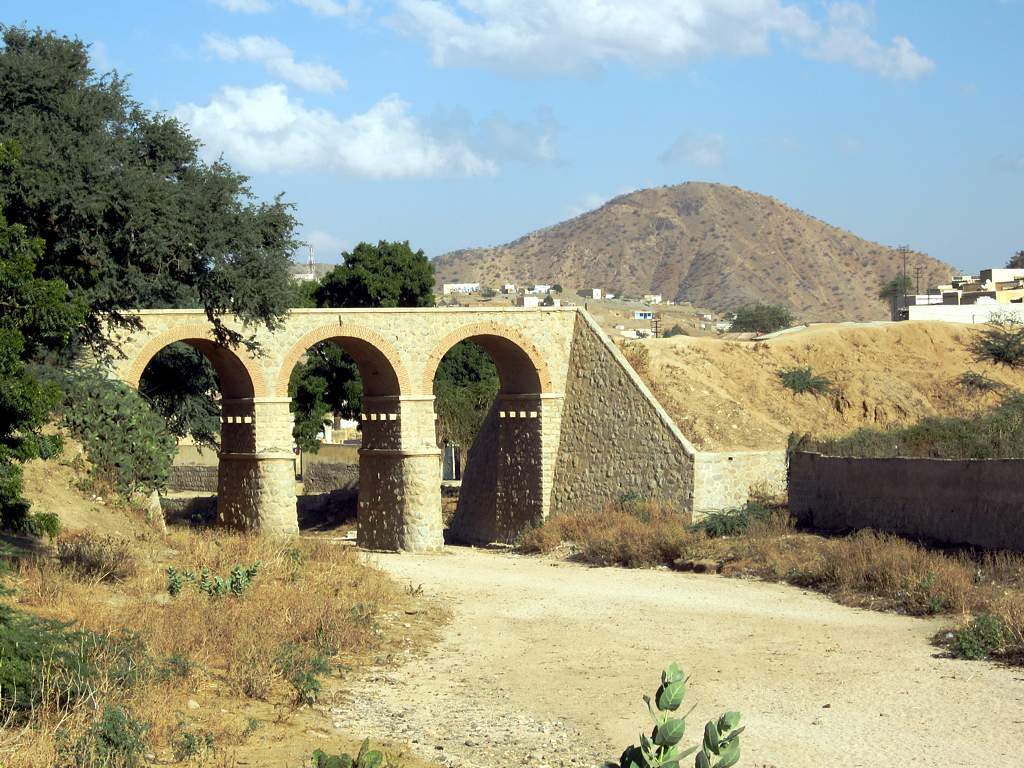
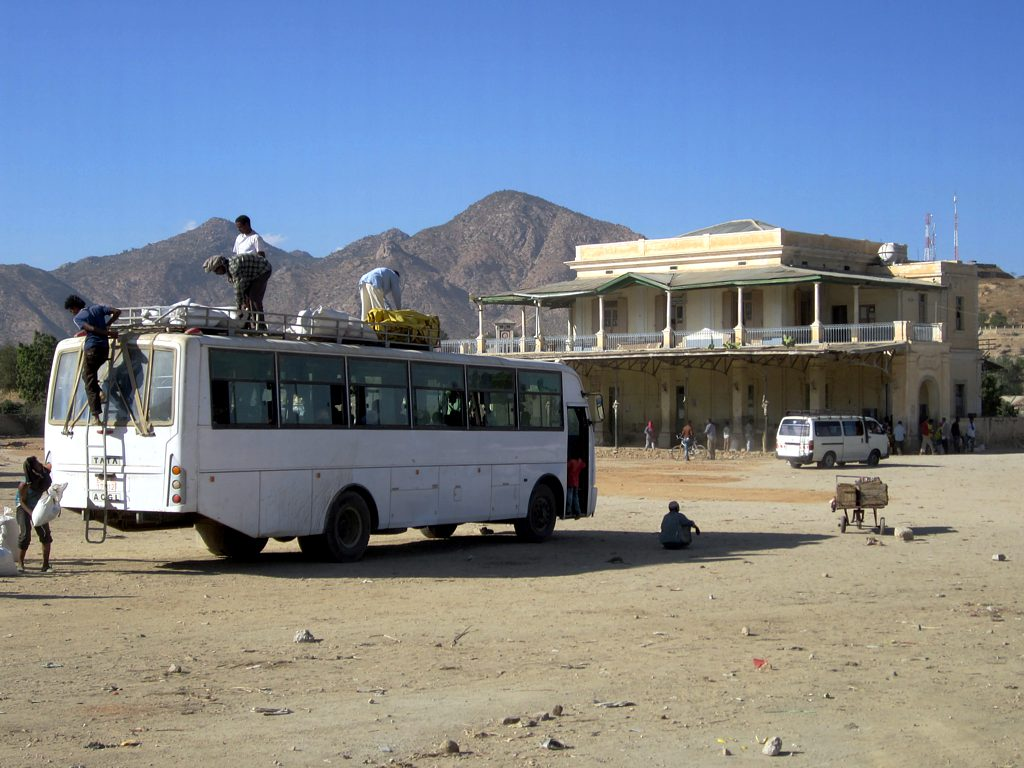
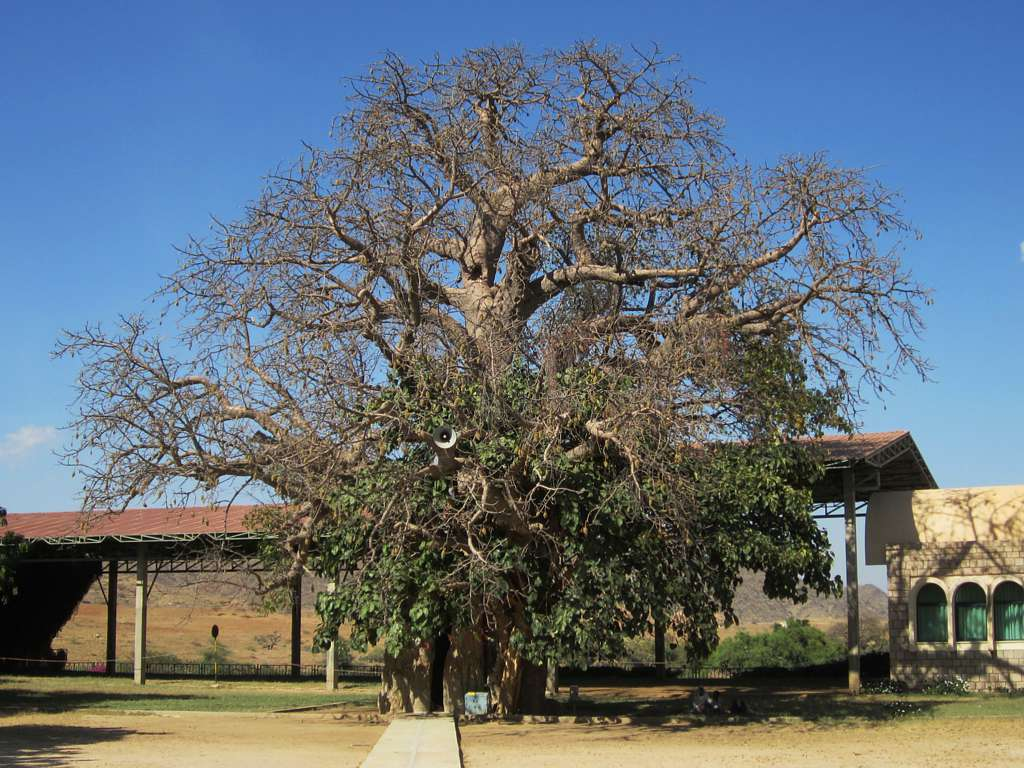
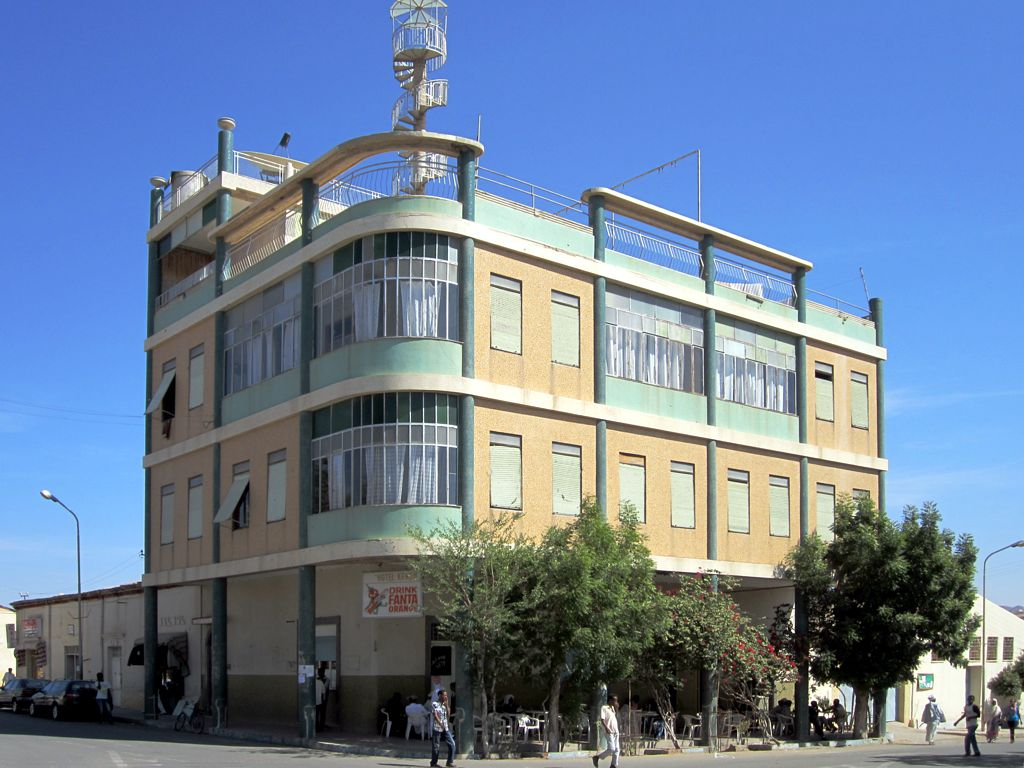
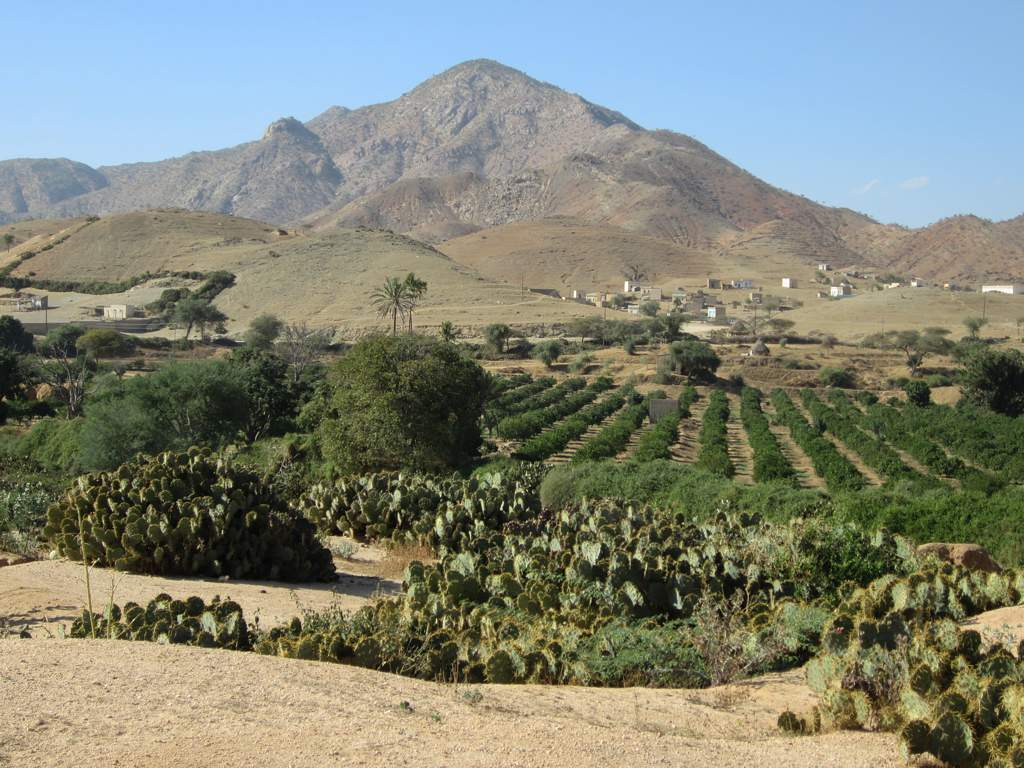

## Partnerská města
- Kassala, Súdán